# Sekondi Hasaacas

Der Sekondi Hasaacas Football Club, kurz Hasaacas, auch als Hasmal bekannt, ist ein ghanaischer Fußballverein aus Sekondi, der seine Heimspiele im Essipong Sports Stadium austrägt.

## Geschichte
Der Verein wurde am 1. April 1931 von sechs Bahnarbeitern und zwei Juristen, namentlich Hammond, Amua, Sakyi, Adotei, Allotey, Cann, Adotey und Sackey, gegründet und nach deren Anfangsbuchstaben „H.A.S.A.A.C.A.S.“ genannt. Die Gründerväter stammten vornehmlich aus Accra und waren Anhänger von Hearts of Oak, sodass sie zunächst die Regenbogenfarben als Vereinsfarben wählten, um Verwechslungen auszuschließen diese allerdings einige Jahre später durch weiß, grün und rot austauschten.
Im Jahr 1956 nahm Hasaacas an der zum ersten Mal ausgetragenen nationalen Fußballmeisterschaft teil, schloss sich jedoch während der laufenden Saison dem Boykott der vier Vereine aus der Ashanti Region und beendete die Saison nicht. 1958 zählte der Verein zu den acht Gründungsmitgliedern der Ghana Football League. Im Mai 1963, nach 28 von insgesamt 34 Spieltagen der laufenden Saison, wurde Hasaacas von Ohene Djan aus der Liga ausgeschlossen und durch Ghana Independence ersetzt. Vorausgegangen war die Weigerung des Vereins, seinen besten Spieler Modibo Toe an den Modellclub Real Republicans abzugeben. Zwei Jahre später kehrte der Verein in die Liga zurück, es folgten der sportliche Abstieg aus der Liga 1972 und der sofortige Wiederaufstieg in der folgenden Saison. 1977 gewann Hasaacas zum einzigen Mal in seiner Vereinsgeschichte die ghanaische Meisterschaft. Nachdem Hasaacas im nationalen Pokalfinale 1982 dem Stadtrivalen Eleven Wise mit 0:1 unterlegen war, konnte der als „Giants of the West“ bezeichnete Club 1985 den Pokalsieg durch einen 3:0-Sieg über Asante Kotoko feiern. 1990 bis 1996 sowie 2010 bis 2013 musste Hasaacas in der Division One League antreten, schaffte beide Male binnen weniger Jahre den Wiederaufstieg; seit einem erneuten Abstieg Ende 2016 spielt der Verein wieder zweitklassig.

### Internationale Wettbewerbe
Hasaacas erreichte 1981 das Halbfinale im African Cup Winners’ Cup, gewann 1982 den WAFU Club Cup und erreichte im Folgejahr erneut das Finale des Wettbewerbs.

### Bekannte Spieler
- Kofi Abbrey
- Daniel Addo
- Skelley Adu Tutu
- Lawrence Aidoo
- Anthony Annan
- George Blay
- John Essien
- Edwin Gyimah
- Ebenezer Hagan
- Samuel Inkoom
- Melvin King
- James Koko Lomell
- Mohammed Muyei
- George Owu
- Isaac Paha
- Emmanuel Quarshie

### Frauenfußball (Hasaacas Ladies FC)
Die im Jahr 2003 als Hasaacas Ladies FC gegründete Abteilung für Frauenfußball gehörte 2012 zu den Gründungsmitgliedern der National Women’s League. Noch 2019 besaß Hasaacas als einziger Verein des Landes ein Frauenfußballteam. Zwischen 2013 und 2015 wurde die Mannschaft dreimal in Folge nationaler Meister, 2020 werden die Hasaacas Ladies von Yusif Basigi trainiert. Bekannte ehemalige und aktuelle Spielerinnen sind Regina Antwi, Elizabeth Cudjoe, Jennifer Cudjoe, Wasila Diwura-Soale, Janet Egyir, Linda Eshun, Lily Niber Lawrence und Samira Suleman.